# Curahdami
Curahdami is een bestuurslaag in het regentschap Bondowoso van de provincie Oost-Java, Indonesië. Curahdami telt 2497 inwoners (volkstelling 2010).